# The Comedian's Downfall
The Comedian's Downfall è un cortometraggio muto del 1913 diretto da Charles H. France. Di genere comico, il film - prodotto dalla Edison Company - aveva come interpreti Dan Mason e Alice Washburn.

## Trama
Quando Bob Buster, il famoso comico, vide per la prima volta Semolina Brown seduta su una panchina del parco, pensò subito che era il soggetto perfetto per lui. La donna era inequivocabilmente una suffragetta militante ed era il tipo che Buster stava cercando. Seduto sulla panchina vicina, ne fece un preciso schizzo. Il giovedì, le suffragette tenevano il loro raduno a Holborn Hall, mentre la stessa sera Buster teneva il suo ultimo spettacolo all'Holborn Club. Per un equivoco, i due si presentarono ognuno nel posto sbagliato: Buster, vestito esattamente come Semolina di cui aveva copiato l'abito, fu accolto con entusiasmo da una folla di donne, mentre Semolina veniva applaudito da una folla di uomini che si congratulavano con "lui" per l'eccellente trucco. Semolina capì subito l'errore, ma decide di approfittarne per fare - non si sa mai - qualche nuovo adepto. Immersa nel suo fervente discorso venne sommersa dai fischi della folla che credeva che lei fosse ancora Buster. Lei, infuriata, saltò fuori dal palco e colpì un tipo robusto in prima fila. Ne seguì una piccola rissa e Semolina fu trascinata fuori da due poliziotti. Buster, dal canto suo, esordì sul palco di Holborn Hall senza rendersi conto di dove fosse, dicendo: "Per cominciare, lasciatemi dire che credo fermamente che il posto di una donna sia in casa". Si è perso il ricordo di ciò che è successo dopo.

## Produzione
Il film fu prodotto dalla Edison Company.

## Distribuzione
Distribuito dalla General Film Company, il film - un cortometraggio di 180 metri - uscì nelle sale cinematografiche degli Stati Uniti il 17 settembre 1913. Nelle proiezioni, veniva programmato con il sistema dello split reel, accorpato in un'unica bobina con un altro cortometraggio prodotto dalla Edison, il documentario Cornwall, the English Riviera.